# Acmaeodera brevipes
Acmaeodera brevipes ist ein Käfer aus der Familie der  Prachtkäfer und der Unterfamilie Polycestinae. Die Gattung Acmaeodera ist in Europa mit 25 Arten vertreten, die in drei Untergattungen eingeteilt werden. Acmaeodera brevipes wird zur Untergattung Acmaeodera gerechnet, die in Europa mit fünf Arten vertreten ist. Die Art Acmaeodera brevipes kommt in Europa nur in der Unterart Acmaeodera brevipes brevipes vor.
|                                       |                       |
| Abb. 1: Zwei verschiedene Zeichnungen |                       |
|                                       |                       |
| Abb. 2: Vorderansicht                 | Abb. 3: Seitenansicht |

## Bemerkungen zum Namen und Synonymen
Der Käfer wurde erstmals 1858 von Kiesenwetter nach Funden bei Athen unter dem noch heute gültigen Namen Acmaeodera brevipes beschrieben. Die lateinische Kurzbeschreibung enthält die Wendung pedibus brevis (lat. mit kurzen Füßen). Dies erklärt den Artnamen brevipes von lat. brevis, kurz und pes, Fuß. Kiesenwetter vergleicht Acmaeodera brevipes mit der ähnlichen Art Acmaeodera cuprifera (heute Acmaeoderella vetusta) bei der die Tarsen länger sind als bei brevipes.
Der Gattungsname Acmaeodera geht auf Eschscholtz 1829 zurück. Er ist von altgr. ακμαίος „akmāīos“ für „kräftig“ und δέρη „dére“ für „Hals“ abgeleitet. Eschscholtz grenzt die Gattung „durch das hinten gerade abgeschnittene Halsschild“ von ähnlichen Gattungen ab.
Der von Marseul 1865 als eigene Art Acmaeodera praecox beschriebene Käfer wird heute als Variante von Acmaeodera brevipes brevipes eingestuft.

## Eigenschaften des Käfers
Der Käfer erreicht eine Länge von 7,5 bis zwölf Millimeter. Er ist dunkel kupferfarben und leicht glänzend. Er ist abstehend grau behaart, auf der Unterseite sowie auf Kopf und Halsschild ist die Behaarung dichter, auf den Flügeldecken ist sie nach hinten ausgerichtet.
Der Kopf ist obsolet punktiert, die Stirn dicht behaart. Die Augen sind groß. Die elfgliedrigen Fühler sind kräftig und nur undeutlich gesägt.
Der Halsschild ist knapp dreimal so breit wie lang. Er ist ebenfalls obsolet, aber weniger dicht punktiert als der Kopf. Der Halsschild ist dicht, lang und grau behaart. Eine Längsfurche ist nur schwach ausgebildet. An der Basis ist der Halsschild nur mäßig stark quer eingedrückt, in dem Quereindruck liegen drei Grübchen. Die Seiten des Halsschilds sind fast vollständig mit einer feinen, ziemlich gerade verlaufenden Kante gerandet. Von oben betrachtet sind die Seiten des Halsschilds hinter der Mitte nur schwach erweitert.
Ein Schildchen fehlt.
Die Flügeldecken sind flacher und schmaler als der Halsschild. Sie sind etwa doppelt so lang wie zusammen breit und über drei Mal so lang wie der Halsschild. Sie verjüngen sich durchgehend von der Basis bis zum Ende, anfangs kaum, hinter der Mitte deutlich. Die Flügeldecken tragen deutliche Punktstreifen, die Intervalle sind flach und punktiert. Von der Seite betrachtet sind die Seitenränder der Flügeldecken hinter den Schultern nicht ausgeschnitten. Gegen Ende sind die Seitenränder gezähnelt. Die Flügeldecken sind einfarbig meist etwas dunkler als der Halsschild (Abb. 1 links), oder sie tragen kleine bräunliche Flecken (Abb. 1 rechts). Obenberger  beschreibt die Variante distigma mit zwei kleinen Flecken, die Variante praecox besitzt mehrere, kleine, wenig auffällige gelbbraune Flecken.
Die Brust und die Basis des Hinterleibs sind dicht punktiert, der Hinterleib gegen das Ende scharf punktiert.
Die Beine sind schwach und pubeszent grau behaart. Die fünfgliedrigen Tarsen sind relativ kurz.
Die Art Acmaeodera pilosella gehört innerhalb der Untergattung Acmaeodera zur  cylindrica-Gruppe. Genitalmorphologisch besitzen die Arten der cylindrica-Gruppe im  männlichen Geschlecht einen stark sklerotisierten Penis mit dreieckiger kleiner Lamina, bei den Weibchen ist der Ovipositor sehr kurz und deutlich sklerotisiert (näheres bei Volkovitch).

## Biologie
Der Käfer kann auf den Blüten verschiedener Blumen angetroffen werden. Versuchsreihen mit verschieden gefärbten Fallen (schwarz, blau, grün, gelb, orange, rot, weiß) in Bulgarien ergaben, dass die Käfer fast ausschließlich in weißen Fallen gefangen wurden. Für Griechenland liegen die Funde zwischen Anfang April und Ende Juli, für Bulgarien wird bezüglich des Auftretens der Käfer Mai bis September angegeben. Für Bulgarien wird als Höhenangabe „bis zu 600 Meter“ erwähnt. Die Larven entwickeln sich im Holz von Eichen.

## Verbreitung
Die Unterart Acmaeodera brevipes brevipes ist pontomediterran verbreitet. Sie ist aus Albanien, Mazedonien, Bulgarien, Griechenland, der europäischen Türkei und dem Nahen Osten bekannt. Obenberger beschreibt Acmaeodera abeillei aus Algerien als neue Art. Synonym zu abeillei wird die ebenfalls von Odenberger beschriebene abeilleana benutzt. Die beiden Synonyme werden heute jedoch als Unterart Acmaeodera brevipes abeilleana betrachtet. Als weitere Unterart beschreibt Obenberger Acmaeodera brevipes saducaea aus Israel. Die Art ist also auch in Nordafrika und östlich über das pontomediterrane Faunengebiet hinaus bis in das turanisch-zentralasiatische Gebiet (Iran, Irak) verbreitet.